# Balat

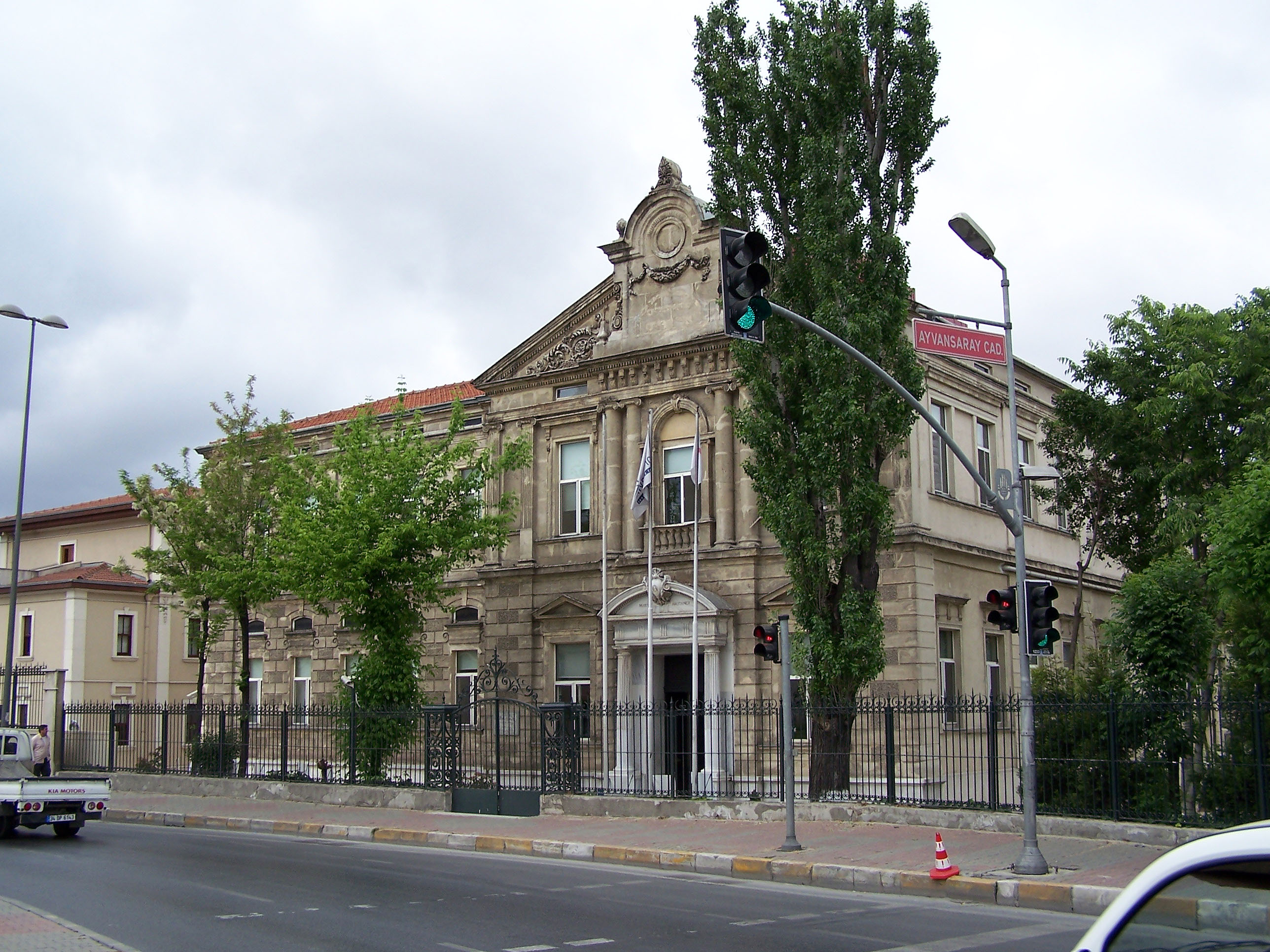
Ospedale ebraico a Balat

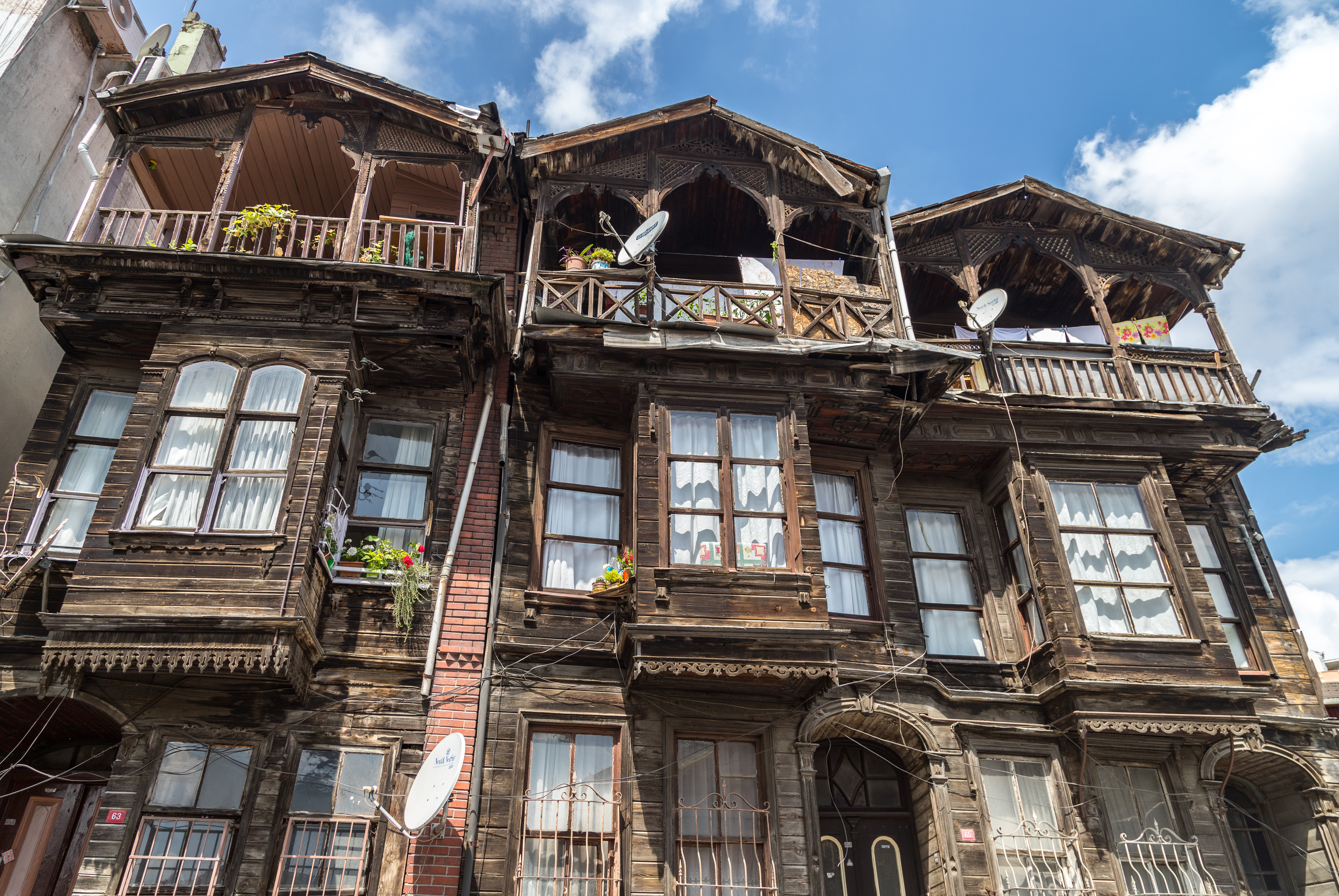

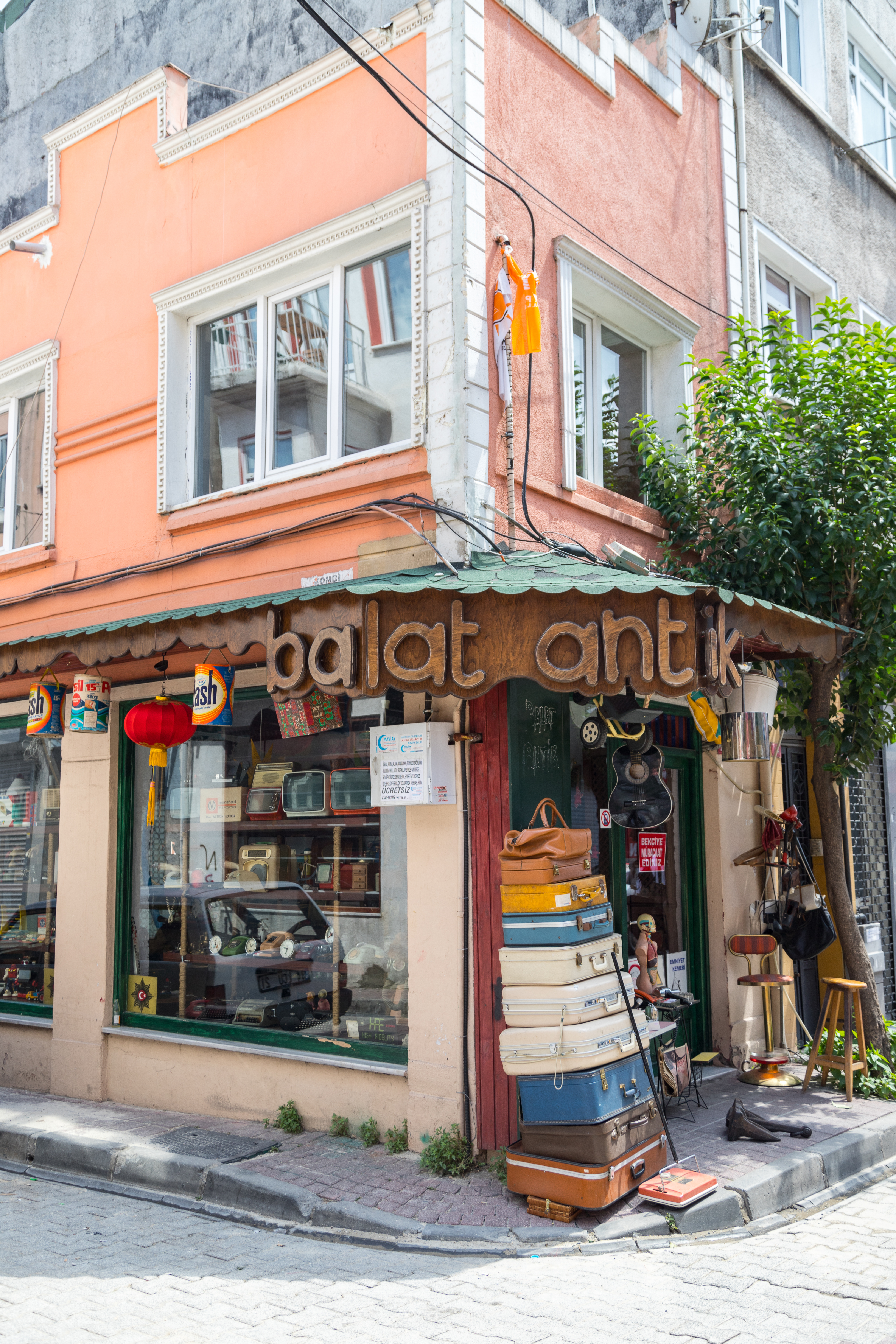

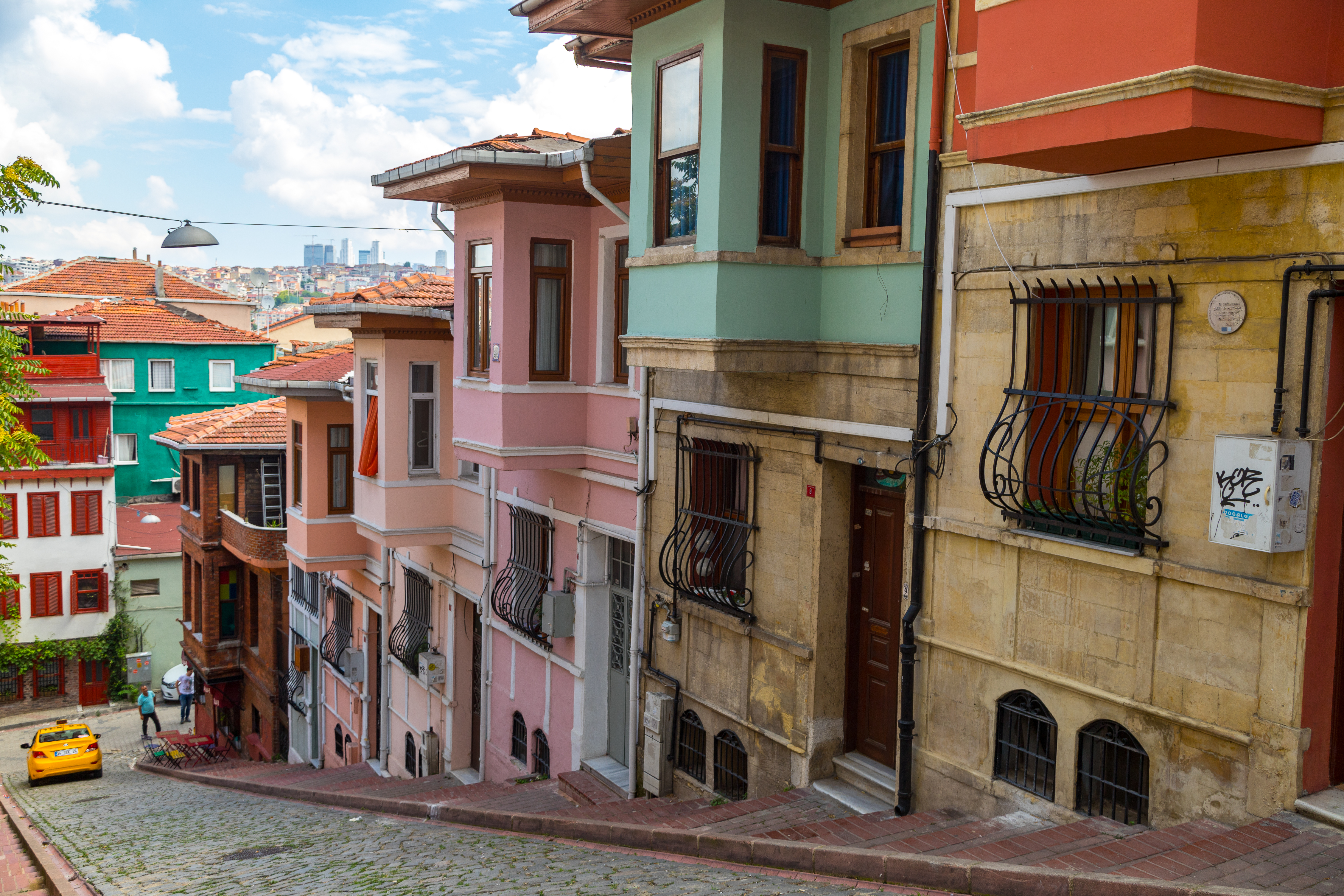

Balat è una mahalle situata nella città storica di Istanbul, in Turchia. Esso è un antico quartiere ebraico. Si trova sulla parte europea della metropoli turca, nella città vecchia (la penisola storica), sulla riva occidentale del Corno d'Oro. L'emigrazione verso Israele e l'immigrazione dal sudest turco hanno causato un quasi totale ricambio della popolazione. Un'altra zona di Istanbul che aveva maggioranza ebraica è Kuzguncuk sulla riva Asiatica.
Il nome Balat deriva probabilmente dal greco antico palation (palazzo), dal latino palatium, derivante dal vicino Palazzo delle Blacherne.